# Belsele

Belsele é uma vila pertencente ao município belga de Sint-Niklaas, na província de Flandres Oriental.

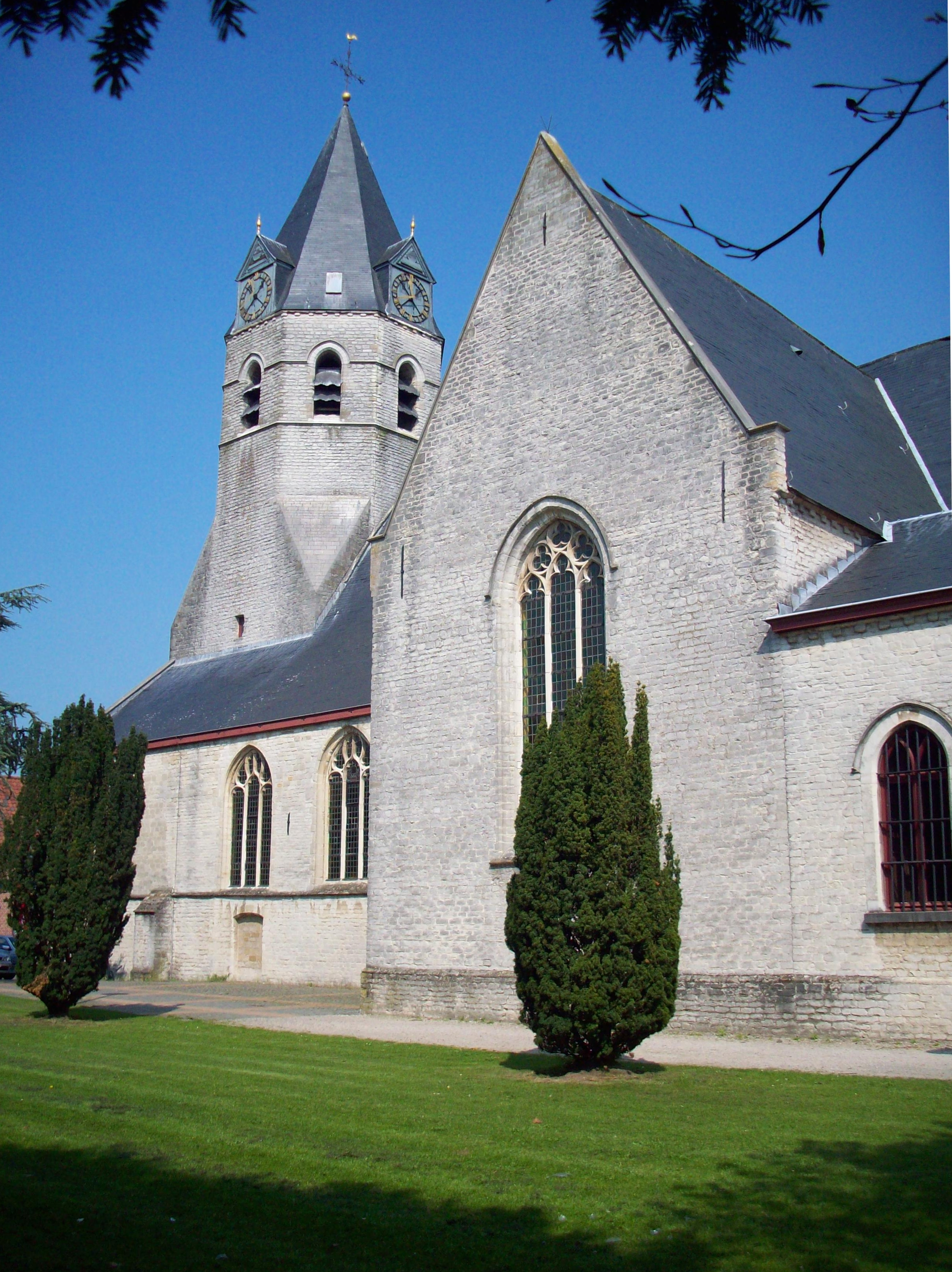
ecclesia

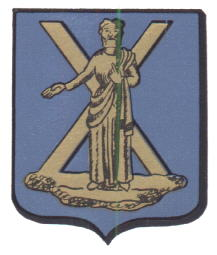
Brasão de Belsele.

Em 1217, Belsele tornou-se numa paróquia autónoma. Em 1795, passou a ser um cantão do departamento do escalda, juntamente com as localidades de Daknam, Eksaarde, Elversele, Kemzeke, Sinaai Sint-Pauwels, Tielrode e Waasmunster.
Até à primeira metade do século XX. Belsele manteve o seu carácter de uma aldeia agrícola no Waas. As principais produções até 1850  eram o linho e o trigo. A partir do século XX, o ênfase foi posto na alimentação, construção e indústria têxtil. Desde a Segunda Guerra Mundial , Belsele evoluiu para uma área verde residencial. A maioria das pessoas trabalha em Sint-Niklaas e Antuérpia.